# فافنهوفن، تیرول
فافنهوفن (به آلمانی: Pfaffenhofen) یک منطقهٔ مسکونی در اتریش است که در اینسبروک لند واقع شده‌است. پفافنهوفن ۷ کیلومتر مربع مساحت دارد ۶۴۲ متر بالاتر از سطح دریا واقع شده‌است.